# Klaus Sulzenbacher
Klaus Sulzenbacher (ur. 3 lutego 1965 w Kitzbühel) – austriacki kombinator norweski, czterokrotny medalista olimpijski, dwukrotny medalista mistrzostw świata oraz dwukrotny zdobywca Pucharu Świata.

## Kariera
Po raz pierwszy na arenie międzynarodowej Klaus Sulzenbacher pojawił się 17 grudnia 1983 roku w zawodach Pucharu Świata w Seefeld. Zajął wtedy szóste miejsce w konkursie rozgrywanym metodą Gundersena. Tym samym już w swoim debiucie zdobył pierwsze pucharowe punkty. W sezonie 1983/1984 pojawił się jeszcze dwukrotnie, w tym 24 marca 1984 roku w Štrbskim Plesie po raz pierwszy stanął na podium zajmując trzecie miejsce w Gundersenie. W klasyfikacji generalnej zajął ostatecznie 11. miejsce. W lutym 1984 roku wystartował na igrzyskach olimpijskich w Sarajewie, gdzie zajął dziewiąte miejsce w zawodach indywidualnych. W tym samym roku wystąpił ponadto na mistrzostwach świata juniorów w Trondheim, gdzie wywalczył indywidualnie brązowy medal.
W klasyfikacji generalnej sezonu 1984/1985 był dziesiąty. Czterokrotnie plasował się w czołowej dziesiątce zawodów, ale ani razu nie zdołał stanąć na podium. Najlepszy wynik osiągnął 16 marca 1985 roku w Oslo, gdzie był piąty. W 1985 roku wystąpił na mistrzostwach świata w Seefeld, gdzie indywidualnie uplasował się poza pierwszą piętnastką, a w zawodach drużynowych Austriacy z Sulzenbacherem zajęli siódmą pozycję. Nieco lepiej Austriak spisywał się w sezonie 1985/1986. Dwukrotnie stawał na podium: 28 lutego w Lahti i 14 marca 1986 roku w Oslo, w obu przypadkach zajmując trzecie miejsce. W klasyfikacji generalnej pozwoliło mu to zająć siódmą pozycję.
Na mistrzostwach świata w Oberstdorfie w 1987 roku dwukrotnie był blisko medalu. W konkursie indywidualnym był piąty, a w sztafecie Austriacy zajęli czwarte miejsce, przegrywając walkę o brązowy medal z reprezentantami ZSRR. W rywalizacji pucharowej pięć razy zmieścił się w pierwszej dziesiątce zawodów, w tym dwukrotnie stanął na podium: 10 stycznia 1987 roku w Reit im Winkl oraz tydzień później w Autrans był trzeci. Sezon 1986/1987 ukończył na ósmym miejscu.
Najważniejszym punktem sezonu 1987/1988 były rozgrywane w lutym 1988 roku igrzyska olimpijskie w Calgary. W konkursie indywidualnym Austriak zwyciężył w konkursie skoków i na trasą biegu wyruszył z przewagą ponad minuty nad Hubertem Schwarzem z RFN oraz Hippolytem Kempfem ze Szwajcarii. W biegu musiał jednak uznać wyższość Szwajcara i ostatecznie zajął drugie miejsce, tracąc do zwycięzcy 19 sekund. Trzecie miejsce przypadło reprezentantowi ZSRR Allarowi Levandiemu, który na mecie zjawił się 45 sekund za Sulzenbacherem. Austriak został tym samym pierwszym reprezentantem swego kraju, który zdobył medal olimpijski w kombinacji norweskiej. W zawodach drużynowych wspólnie z Hansjörgiem Aschenwaldem i Güntherem Csarem ukończył rywalizację na skoczni na drugiej pozycji. Dało to Austriakom 16 sekund straty do prowadzących reprezentantów RFN oraz dwie i pół minuty nad zajmującymi trzecie miejsce Norwegami. W biegu Austriacy nie tylko nie dogonili Niemców, ale zostali także wyprzedzeni przez Szwajcarów. Obronili jednak trzecią pozycję i zdobyli brązowe medale. We wszystkich startach pucharowych sezonu 1987/1988 plasował się w pierwszej piątce, równocześnie sześć razy stając na podium. Już w pierwszych zawodach cyklu - 18 grudnia 1987 roku w Bad Goisern odniósł pierwsze zwycięstwo w Pucharze Świata, wygrywając konkurs metodą Gundersena. W dalszej części sezonu zwyciężał jeszcze trzykrotnie: 23 stycznia w Seefeld, 12 marca w Falun oraz 25 marca w Rovaniemi. W klasyfikacji generalnej był najlepszy, wyraźnie wyprzedzając Norwega Torbjørna Løkkena oraz Szwajcara Andreasa Schaada.
Wysoką formę prezentował także w sezonie 1988/1989. We wszystkich startach zajmował miejsca w czołowej dziesiątce. Nie wygrał żadnego konkursu, ale trzykrotnie stanął na podium: 14 stycznia 1989 roku w Reit im Winkl i tydzień później w Breitenwang był trzeci, a 18 marca w Lake Placid zajął drugą pozycję. W klasyfikacji generalnej był drugi, ulegając tylko Trondowi-Arne Bredesenowi z Norwegii, trzecie miejsce wywalczył Hippolyt Kempf ze Szwajcarii. mistrzostwa świata w Lahti w lutym 1989 roku nie przyniosły mu medalu. W konkursie indywidualnym był jedenasty po skokach, jednak na trasie biegu stracił kilka pozycji i na mecie był ostatecznie piętnasty. W rywalizacji sztafet Austriacy byli najlepsi na skoczni, jednak prowadzenia tego nie utrzymali na trasie biegu, spadając aż na piąte miejsce. Do Norwegów, którzy ostatecznie zwyciężyli stracili na mecie ponad trzy i pół minuty.
Najlepsze wyniki w Pucharze Świata Klaus osiągnął w sezonie 1989/1990. Wszystkie pucharowe starty kończył w pierwszej dziesiątce, sześciokrotnie stając na podium, z czego aż pięć razy zwyciężył: 6 stycznia w Reit im Winkl, 14 stycznia w Saalfelden am Steinernen Meer, 19 stycznia w Murau, 17 lutego w Štrbskim Plesie oraz 9 marca w Örnsköldsvik. Dzięki temu zwyciężył w klasyfikacji generalnej, wyprzedzając Allara Levandiego i Norwega Knuta Tore Apelanda. Dobrą passę kontynuował w sezonie 1990/1991, który ukończył na drugiej pozycji, ustępując kolejnemu z Norwegów - Fredowi Børre Lundbergowi. Austriak pięć razy zajmował miejsce na podium, z czego trzy razy wygrał: 29 grudnia w Oberwiesenthal, 12 stycznia w Bad Goisern oraz 23 marca w Sankt Moritz. Na mistrzostwach świata w Val di Fiemme w 1991 roku indywidualnie wywalczył srebrny medal, chociaż po skokach zajmował czwarte miejsce. Zawody wygrał Lundberg, a trzeci był kolejny reprezentant Austrii, Klaus Ofner. W sztafecie Austriacy w składzie Ofner, Sulzenbacher i Csar wygrali konkurs skoków i prowadzenia nie oddali już do końca.
Kolejne sukcesy osiągnął rok później, podczas igrzysk olimpijskich w Albertville. W zawodach indywidualnych wywalczył brązowy medal, wyprzedzili go tylko dwaj Francuzi: Fabrice Guy i Sylvain Guillaume. Klaus awansował na trzecie miejsce z czwartego, które zajmował po konkursie skoków. Ponadto wraz z Klausem Ofnerem i Stefanem Kreinerem zdobył w sztafecie kolejny brązowy medal. W skokach Austriacy zajęli drugie miejsce i przed biegiem tracili do prowadzących Japończyków prawie dwie i pół minuty. Na trasie biegu nieco zmniejszyli stratę, jednak liderów nie dogonili, co więcej stracili drugie miejsce na rzecz Norwegów. Na mecie stawili się na trzecim miejscu, tracąc blisko 14 sekund do srebrnego medalu. W zawodach Pucharu Świata wszystkie starty zakończył w pierwszej dziesiątce, z czego sześć na podium. Dwukrotnie zwyciężył: 11 stycznia w Breitenwang oraz 28 lutego w Lahti. W klasyfikacji generalnej po raz trzeci w karierze zajął drugie miejsce, tym razem przegrywając z Francuzem Guy. Trzeciego w klasyfikacji Lundberga wyprzedził zaledwie o 5 punktów. Ostatni oficjalny występ zanotował 10 marca 1992 roku w Trondheim, gdzie w konkursie metodą Gundersena był trzeci. W 1992 roku zakończył karierę.
Jego trenerem od 1979 roku do 1989 był Polak Tadeusz Kaczmarczyk, zakopiańczyk. Po zakończeniu kariery pracował jako trener oraz fizjoterapeuta w  Stams.

## Osiągnięcia

### Igrzyska olimpijskie
| Miejsce | Dzień     | Rok  | Miejscowość | Konkurencja              | Wynik zwycięzcy | Strata  | Zwycięzca      |
| ------- | --------- | ---- | ----------- | ------------------------ | --------------- | ------- | -------------- |
| 9.      | 12 lutego | 1984 | Sarajewo    | Indywidualnie K-90/15 km | 422,595         | -25,025 | Tom Sandberg   |
| 3.      | 24 lutego | 1988 | Calgary     | Sztafeta K-90/3 × 10 km  | 1:20:46,0       | +30,9   | RFN            |
| 2.      | 28 lutego | 1988 | Calgary     | Gundersen K-90/15 km     | 38:16,8         | +19,0   | Hippolyt Kempf |
| 3.      | 12 lutego | 1992 | Albertville | Gundersen K-90/15 km     | 44:28,1         | +1:06,3 | Fabrice Guy    |
| 3.      | 24 lutego | 1992 | Albertville | Sztafeta K-90/3 × 10 km  | 1:23:36,6       | +1:40,1 | Japonia        |

### Mistrzostwa świata
| Miejsce | Dzień       | Rok  | Miejscowość   | Konkurencja             | Wynik zwycięzcy | Strata      | Zwycięzca           |
| ------- | ----------- | ---- | ------------- | ----------------------- | --------------- | ----------- | ------------------- |
| ?       | 18 stycznia | 1985 | Seefeld       | Gundersen K-90/15 km    | 410,10 pkt      | ?           | Hermann Weinbuch    |
| 7.      | 25 stycznia | 1985 | Seefeld       | Sztafeta K-90/3 × 10 km | 1276,90 pkt     | -125,94 pkt | RFN                 |
| 5.      | 13 lutego   | 1987 | Oberstdorf    | Gundersen K-90/15 km    | 423,80 pkt      | -4,04 pkt   | Torbjørn Løkken     |
| 4.      | 14 lutego   | 1987 | Oberstdorf    | Sztafeta K-90/3 × 10 km | 1261,94 pkt     | -60,06 pkt  | RFN                 |
| 15.     | 18 lutego   | 1989 | Lahti         | Gundersen K-90/15 km    | 37:10,7         | +4.23,1     | Trond Einar Elden   |
| 5.      | 24 lutego   | 1989 | Lahti         | Sztafeta K-90/3 × 10 km | 1:24:21,7       | +3.36,5     | Norwegia            |
| 2.      | 7 lutego    | 1991 | Val di Fiemme | Gundersen K-90/15 km    | 41:00,6         | +1:11,1     | Fred Børre Lundberg |
| 1.      | 8 lutego    | 1991 | Val di Fiemme | Sztafeta K-90/3 × 10 km | 1:21:22,5       | -           | -                   |

### Mistrzostwa świata juniorów
| Miejsce | Dzień    | Rok  | Miejscowość | Konkurencja              | Wynik zwycięzcy | Strata | Zwycięzca     |
| ------- | -------- | ---- | ----------- | ------------------------ | --------------- | ------ | ------------- |
| 3.      | 3 lutego | 1984 | Trondheim   | Indywidualnie K-90/15 km | ?               | ?      | Geir Andersen |

### Puchar Świata

#### Miejsca w klasyfikacji generalnej
- sezon 1983/1984: 11.
- sezon 1984/1985: 10.
- sezon 1985/1986: 7.
- sezon 1986/1987: 8.
- sezon 1987/1988: 1.
- sezon 1988/1989: 2.
- sezon 1989/1990: 1.
- sezon 1990/1991: 2.
- sezon 1991/1992: 2.

#### Miejsca na podium chronologicznie
| Nr  | Data             | Miejscowość                   | Konkurencja         | Wynik zwycięzcy | Pozycja | Strata      | Zwycięzca           |
| --- | ---------------- | ----------------------------- | ------------------- | --------------- | ------- | ----------- | ------------------- |
| 1.  | 24 marca 1984    | Štrbské Pleso                 | Gundersen K90/15 km | 428.905 pkt     | 3.      | -8.075 pkt  | Tom Sandberg        |
| 2.  | 28 lutego 1986   | Lahti                         | Gundersen K90/15 km | 414.000 pkt     | 3.      | -4.575 pkt  | Hermann Weinbuch    |
| 3.  | 14 marca 1986    | Oslo                          | Gundersen K90/15 km | 428.020 pkt     | 3.      | -4.575 pkt  | Hallstein Bøgseth   |
| 4.  | 10 stycznia 1987 | Reit im Winkl                 | Gundersen K90/15 km | 428.86 pkt      | 3.      | -21.25 pkt  | Fredy Glanzmann     |
| 5.  | 17 stycznia 1987 | Autrans                       | Gundersen K90/15 km | 425.30 pkt      | 3.      | -10.26 pkt  | Torbjørn Løkken     |
| 6.  | 18 grudnia 1987  | Bad Goisern                   | Gundersen K90/15 km | ?               | 1.      | -           | -                   |
| 7.  | 9 stycznia 1988  | Sankt Moritz                  | Gundersen K90/15 km | 420.04 pkt      | 2.      | -1.96 pkt   | Torbjørn Løkken     |
| 8.  | 23 stycznia 1988 | Seefeld                       | Gundersen K90/15 km | ?               | 1.      | -           | -                   |
| 9.  | 12 marca 1988    | Falun                         | Gundersen K90/15 km | ?               | 1.      | -           | -                   |
| 10. | 18 marca 1988    | Oslo                          | Gundersen K90/15 km | 422.400 pkt     | 2.      | -6.425 pkt  | Torbjørn Løkken     |
| 11. | 25 marca 1988    | Rovaniemi                     | Gundersen K90/15 km | 422.700 pkt     | 1.      | -           | -                   |
| 12. | 14 stycznia 1989 | Reit im Winkl                 | Gundersen K90/15 km | ?               | 3.      | ?           | Trond-Arne Bredesen |
| 13. | 21 stycznia 1989 | Breitenwang                   | Gundersen K90/15 km | ?               | 3.      | ?           | Bård Jørgen Elden   |
| 14. | 18 marca 1989    | Lake Placid                   | Gundersen K90/15 km | ?               | 2.      | ?           | Trond-Arne Bredesen |
| 15. | 6 stycznia 1990  | Reit im Winkl                 | Gundersen K90/15 km | ?               | 1.      | -           | -                   |
| 16. | 14 stycznia 1990 | Saalfelden am Steinernen Meer | Gundersen K90/15 km | ?               | 1.      | -           | -                   |
| 17. | 19 stycznia 1990 | Murau                         | Gundersen K90/15 km | ?               | 1.      | -           | -                   |
| 18. | 17 lutego 1990   | Štrbské Pleso                 | Gundersen K90/15 km | ?               | 1.      | -           | -                   |
| 19. | 2 marca 1990     | Lahti                         | Gundersen K90/15 km | ?               | 3.      | +15.2 s     | Knut Tore Apeland   |
| 20. | 9 marca 1990     | Örnsköldsvik                  | Gundersen K90/15 km | ?               | 1.      | -           | -                   |
| 21. | 15 grudnia 1990  | Trondheim                     | Gundersen K90/15 km | ?               | 3.      | +18.8 s     | Fred Børre Lundberg |
| 22. | 29 grudnia 1990  | Oberwiesenthal                | Gundersen K90/15 km | ?               | 1.      | -           | -                   |
| 23. | 12 stycznia 1991 | Bad Goisern                   | Gundersen K90/15 km | ?               | 1.      | -           | -                   |
| 24. | 8 marca 1991     | Falun                         | Gundersen K90/15 km | ?               | 3.      | +28.6 s     | Trond Einar Elden   |
| 25. | 23 marca 1991    | Sankt Moritz                  | Gundersen K90/15 km | ?               | 1.      | -           | -                   |
| 26. | 21 grudnia 1991  | Courchevel                    | Gundersen K90/15 km | ?               | 2.      | +39.9 s     | Fabrice Guy         |
| 27. | 4 stycznia 1992  | Schonach                      | Gundersen K90/15 km | ?               | 3.      | +1:37.2 min | Fabrice Guy         |
| 28. | 11 stycznia 1992 | Breitenwang                   | Gundersen K90/15 km | ?               | 1.      | -           | -                   |
| 29. | 18 stycznia 1992 | Murau                         | Gundersen K90/15 km | ?               | 2.      | +1:30.0 min | Fabrice Guy         |
| 30. | 28 lutego 1992   | Lahti                         | Gundersen K90/15 km | ?               | 1.      | -           | -                   |
| 31. | 10 marca 1992    | Trondheim                     | Gundersen K90/15 km | ?               | 3.      | +5:45.1 min | Fabrice Guy         |